# بطولة العالم لسباقات فورمولا 1 موسم 2007
بطولة العالم لسباقات فورمولا 1 موسم 2007 عقدت في سنة 2007 م، وفاز بها كيمي رايكونن (بالإنجليزية: Kimi Räikkönen)‏ من فريق فيراري (بالإنجليزية: Ferrari)‏ بسيارته الفيراري. كيمي رايكونن الذي بدأ السباق في الخط رقم 3 حصل على أفضل توقيت في الجولة 6 من السباق في أسرع لفة له. هذا السائق في المجموع حصد 110 نقطة.

## معرض صور

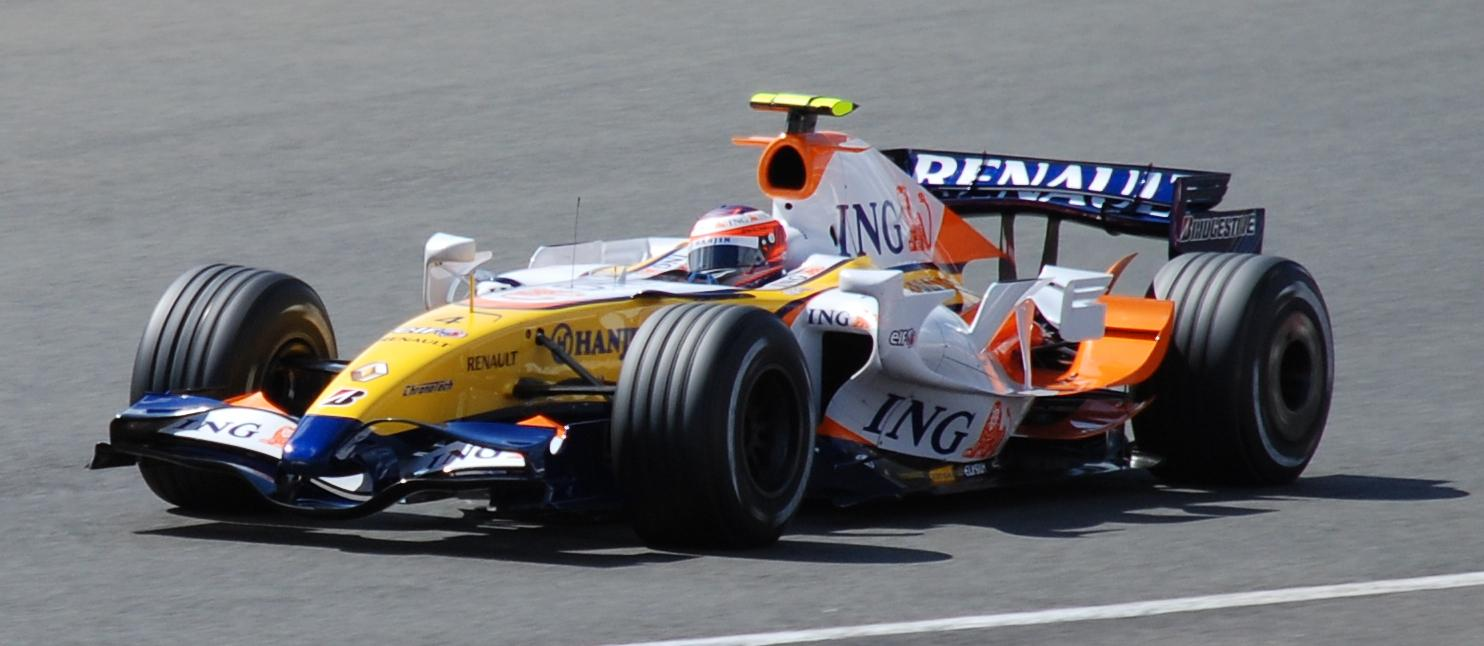
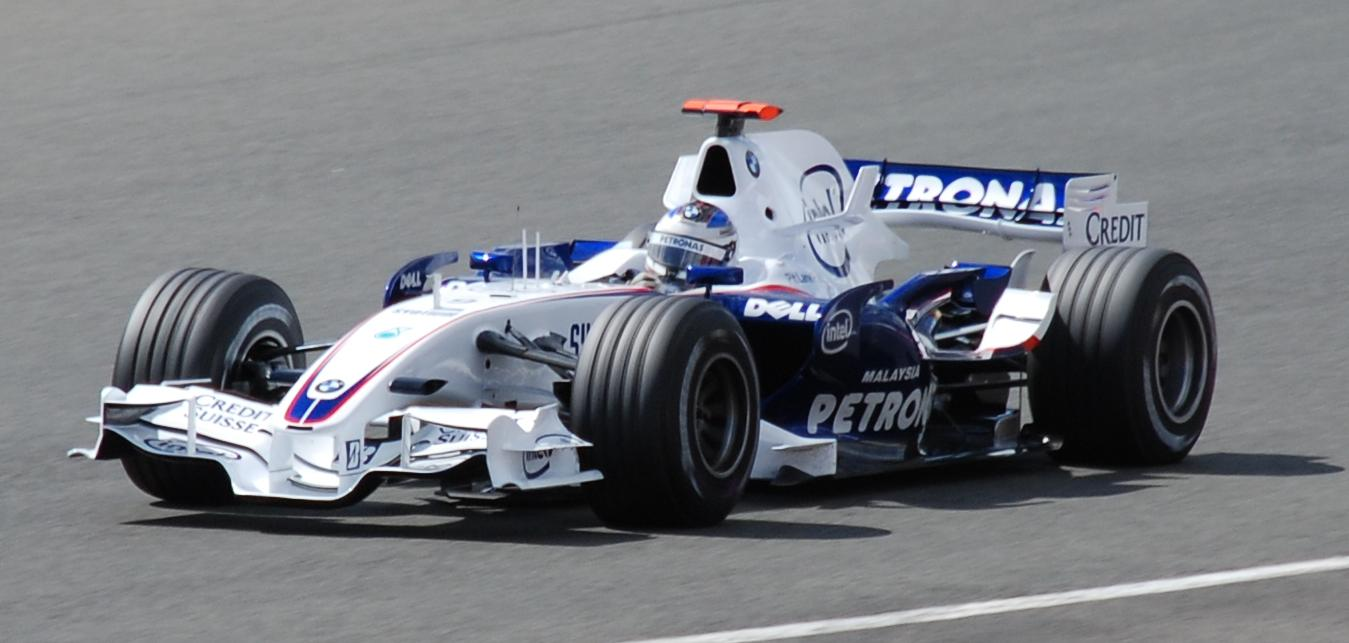
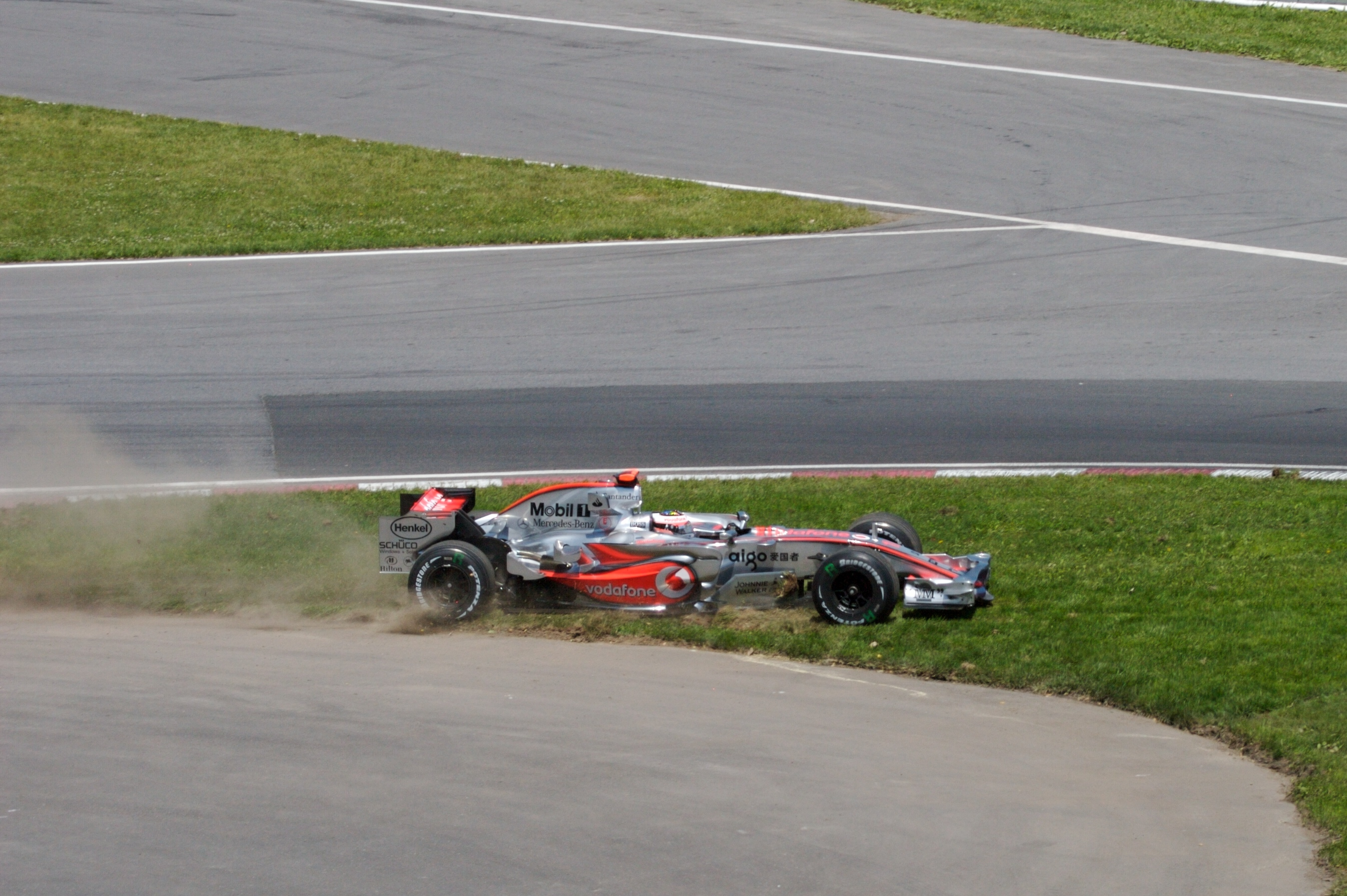
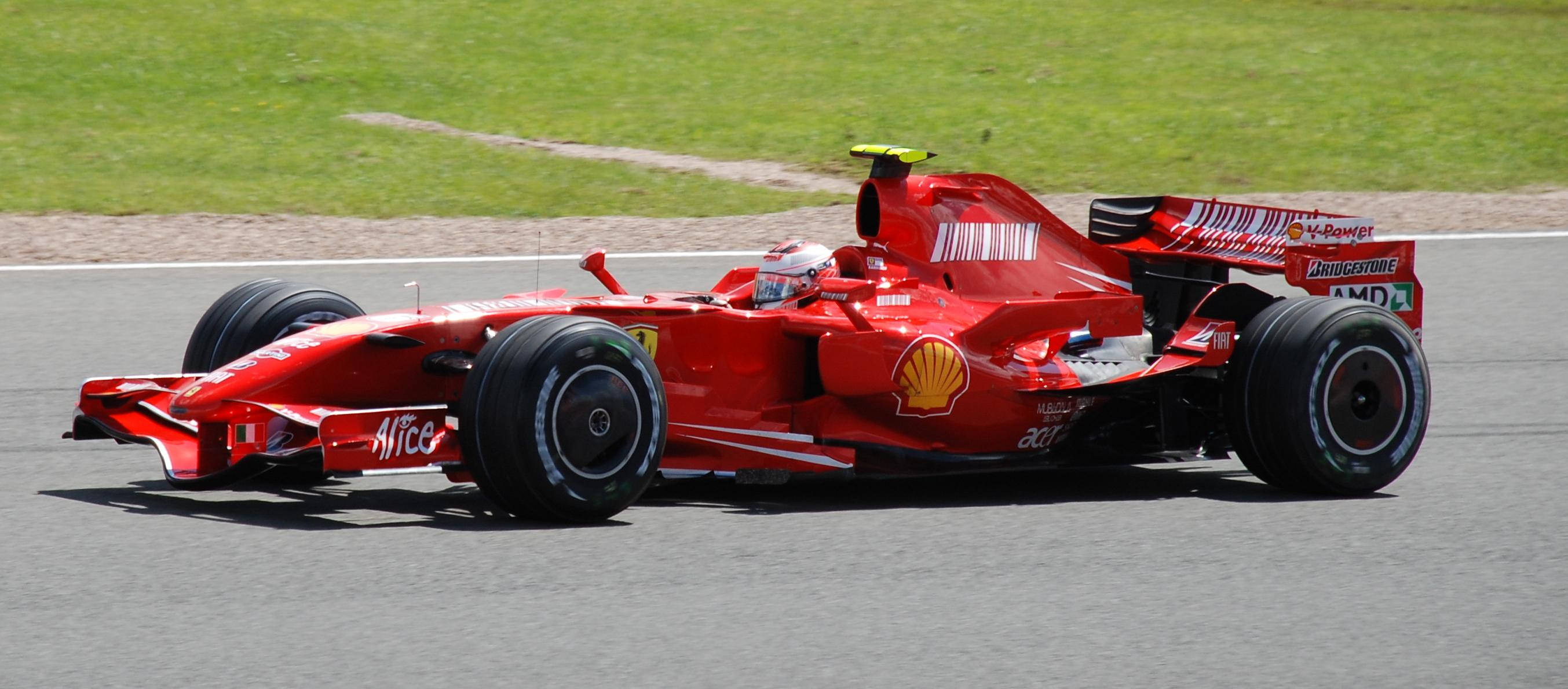

## الوصلات الخارجية
- الموقع الرسمي للفورمولا 1